# Schaufelbach (Fischach)
Der Schaufelbach ist ein etwas über 2 km langer Bach entlang der Gemeindegrenze von Obersontheim zu Bühlerzell im Landkreis Schwäbisch Hall im nordöstlichen Baden-Württemberg, der nach nordöstlichem Lauf etwa einen Kilometer flussabwärts von Obersontheim-Unterfischach von rechts in die untere Fischach mündet. Sein Oberlauf heißt Altersbach.

## Geographie

### Verlauf
Der Altersbach entsteht in einer zunächst flach abfallenden Waldmulde an der Grenze der Gemarkungen von Mittelfischach (Gemeinde Obersontheim) und von Geifertshofen (Gemeinde Bühlerzell), die sich in den Limpurger Berge zwischen dem Hauptvorsprung des Göbelsrains nach Osten zum Geifertshofener Weißenhof und dem kürzeren Nordostausläufer zum Unterfischacher Ameisenbühl östlich des Alten Stalls einsenkt. Er entspringt auf etwa 455 m ü. NN und fließt anfangs kurz ostwärts, um dann mehr und mehr auf nordöstlichen Lauf zu schwenken. Nach etwa 0,7 km tritt er südlich des Steigenhohlwegs vom Ameisenbühl auf den Gögelsrain auf etwa 414 m ü. NN erstmals an den Waldrand.
Hier hat Bach ein einziges Mal merklichen Zufluss, nämlich aus einem namenlosen und nach Länge wie Einzugsgebiet nicht viel kleineren linken Oberlauf von links und Westen. Dieser etwa 0,4 km lange Waldbach entspringt im Gewann Röt auf etwa 438 m ü. NN und entwässert etwa 0,2 km², der Alterbach hat hier auch nur 0,3 km².
Auf 200 Metern begleitet den damit entstandenen Schaufelbach nun links ein schmales Nasswiesenband, an dem im Frühjahr Sumpfdotterblumen blühen. Nachdem der Bach einen Wirtschaftsweg unterquert hat, zieht sich der Wald wieder auf etwa 400 Metern über ihn hinweg bis an den linken Hangfuß. Danach liegt links wieder eine Wiese an, während sich rechts des Baches ein schmaler Waldsaum zum Geifertshofener Eselsfeld fast bis zur K 2627 zieht. Schon auf diesem Abschnitt fließt der Bach in gezogenem Graben neben einem Feldweg. Jenseits der Kreisstraße läuft dieser Graben in gerader Linie, mit sehr wenig Gefälle und ohne Baum oder Gesträuch durch die rechte Wiesenaue der unteren Fischach, in welche er gegenüber dem Leippersberg nach einem weiteren Viertelskilometer von rechts und im rechten Winkel auf etwa 380 m ü. NN mündet.

## Einzugsgebiet und Geologie
Der Bachzug aus Altersbach und Schaufelbach ist zusammen 2,1 km lang und hat bei einem absoluten Gefälle von etwa 75 Höhenmetern ein relatives mittleres Sohlgefälle von ca. 36 ‰. Sein etwa 1,2 km² großes Einzugsgebiet grenzt links an das des Weiler Bachs hinter dem Bergrücken zwischen Altem Stall und Ameisenbühl, welcher etwas oberhalb in Unterfischach der Fischach zuläuft, rechts an das des Kochklingenbachs hinter dem Hauptzug des Göbelsrains, der über den Schleifseebach dem Fischach-Vorfluter Bühler zuläuft.
Etwa drei Viertel des Einzugsgebietes sind bewaldet, dieser Teil gehört zum Teilraum Limpurger Berge (Nr. 108.60), der kleinere Fluranteil im mündungsnahen Bereich zum Teilraum Fischachbucht und Randhöhen (Nr. 108.61) der naturräumlichen Haupteinheit Schwäbisch-Fränkische Waldberge (Nr. 108).
Bach und Einzugsgebiet liegen geologisch gesehen im Mittelkeuper. Beide Bachquelläste entspringen in einem relativ breiten Schilfsandsteinband (Stuttgart-Formation), dessen in Flutfacies abgelagertes, bankiges Gestein etwa im erwähnten Hohlweg aufgeschlossen ist. Auf dem größeren Teil des Laufes zieht der Bach dann durch den Gipskeuper (Grabfeld-Formation), zunächst lange durch dessen Estherienschichten. Die Hochflächen der Göbelsrain-Zweige reichen über die Unteren Bunten Mergel (Steigerwald-Formation) bis in den Kieselsandstein (Hassberge-Formation) hinauf, der höchsten Schicht im Einzugsgebiet.
Der etwas kleinere nordöstliche Teil des Einzugsgebietes bis zum Hauptlauf gehört zur Gemarkung von Mittelfischach in der Gemeinde Obersontheim und umfasst den größten Anteil der offenen Flur, der südöstliche auf der Gemarkung von Geifertshofen in der Gemeinde Bühlerzell ist fast ganz bewaldet. Nirgends gibt es Besiedlung.

## Schutzgebiet
Der offene Bereich des Einzugsgebietes liegt im Landschaftsschutzgebiet Fischachtal mit Nebentälern und angrenzenden Gebieten zwischen Herlebach und Kottspiel.

### LUBW
Amtliche Online-Gewässerkarte mit passendem Ausschnitt und den hier benutzten Layern: Lauf und Einzugsgebiet des Schaufelbachs

Allgemeiner Einstieg ohne Voreinstellungen und Layer: Daten- und Kartendienst der Landesanstalt für Umwelt Baden-Württemberg (LUBW) (Hinweise)
1. ↑  Höhe nach dem Höhenlinienbild auf dem Hintergrundlayer Topographische Karte.
2. ↑  Höhe nach schwarzer Beschriftung auf dem Hintergrundlayer Topographische Karte.
3. ↑  Länge nach dem Layer Gewässernetz (AWGN).
4. 1 2 3  Einzugsgebiet abgemessen auf dem Hintergrundlayer Topographische Karte.
5. 1 2  Länge abgemessen auf dem Hintergrundlayer Topographische Karte.
6. ↑  Schutzgebiete nach den einschlägigen Layern, Natur teilweise nach dem Layer Biotop.

### Andere Belege
1. ↑  Wolf-Dieter Sick: Geographische Landesaufnahme: Die naturräumlichen Einheiten auf Blatt 162 Rothenburg o. d. Tauber. Bundesanstalt für Landeskunde, Bad Godesberg 1962. → Online-Karte (PDF; 4,7 MB)
2. ↑  Geologie nach der unter → Literatur aufgeführten geologischen Karte. Einen gröberen Überblick verschafft auch: Mapserver des Landesamtes für Geologie, Rohstoffe und Bergbau (LGRB) (Hinweise)